# Aldo Cennamo
Aldo Cennamo (Napoli, 2 gennaio 1946) è un politico italiano.
Dopo la militanza nel Partito Comunista Italiano, aderì al Partito Democratico della Sinistra, ai Democratici di Sinistra e, infine, al Partito Democratico.
Dal 1987 al 1992 ricoprì l'incarico di consigliere comunale del comune di Napoli; nel 1990 divenne consigliere regionale della regione Campania, con 29.563 voti di preferenza (provincia di Napoli).
Fu deputato per tre legislature, venendo eletto nel collegio uninominale di San Giorgio a Cremano alle elezioni politiche del 1994, sotto le insegne dei Progressisti, e, con il sostegno dell'Ulivo, alle elezioni del 1996 e a quelle del 2001.
Terminò il mandato di parlamentare nel 2006.